# Даршевиль, Жан-Клод
Жан-Клод Дюка́н Даршеви́ль (фр. Jean-Claude Ducan Darcheville; род. 25 июля 1975, Синнамари) — французский футболист гвианского происхождения. Выступал за сборную Гвианы. Играл в чемпионатах Франции, Англии и Шотландии.

## Начало карьеры
Даршевиль начал свою профессиональную карьеру во французском «Ренне». Его дебют состоялся в 1995 году, когда «Ренн» проиграл «Монако» со счётом 1:3. В «Ренне» футболист провёл три сезона, забив в чемпионате 5 голов за 42 матча. Сезон 1998-1999 он был на аренде в английском клубе «Ноттингем Форест», но за 16 матчей в Английской Премьер-лиге смог забить только два гола. В 1998 году произошла автомобильная катастрофа, в которой погибли жена и ребёнок Жан-Клод Даршеви́ля.

## Возвращение во Францию
После неудачного сезона в английском чемпионате Даршевиль возвращается во Францию и продолжает свою карьеру в «Лорьяне». Там он провёл три сезона, забив 44 гола за 102 матча. В число этих голов входит его победный мяч в матче Кубка Франции-2002, когда «Лорьян» выиграл у «Бастии» со счётом 1:0. Тогда же он участвовал в финале Кубка Французской лиги, в котором его будущий клуб «Бордо» нанёс поражение «Лорьяну» со счётом 3:0. В матче на Суперкубок Франции «Лорьян» встречался с «Лионом», но Даршевиль не смог в нём отличиться, а его команда проиграла со счётом 1:5.
Когда «Лорьян» покинул высший дивизион Франции, Даршевиль перешёл в «Бордо». В предыдущем сезоне он забил за «Лорьян» 19 голов в 32 матчах и сохранил свою хорошую форму, перейдя в «Бордо». В первом сезоне он забил за новый клуб 11 голов. В сумме за пять сезонов выступлений за «Бордо» он отличился 37 раз в 131 матче.

## Чемпионат Шотландии
9 мая 2007 года Даршевиль подписывает двухлетний контракт с шотландским клубом «Рейнджерс», и 1 июля он присоединяется к клубу. Дебют футболиста за новый клуб состоялся 31 июля 2007 года в матче против ФК Зета, тогда «Рейнджерс» победили со счётом 2:0. Затем Даршевиль забил свой первый и второй голы в матче с «Фалкирком» 18 августа 2007 года.
12 декабря 2007 года в рамках Лиги Чемпионов «Рейнджерс» проводили матч с французским «Лионом». В этом матче Даршевиль не смог забить гол в пустые ворота с близкого расстояния, а позже был удалён с поля за фол на Киме Чельстрёме. За это нарушение футболист получил трёхматчевую дисквалификацию и пропустил третий раунд Кубка УЕФА против «Панатинаикоса» (тогда «Рейнджерс» прошли в следующий раунд после 1:1 в Афинах по преимуществу гола на выезде), а также не смог принять участие в 1/8 финала Кубка УЕФА против «Вердера». Но в следующем раунде турнира Даршевиль забил в гостевом матче против лиссабонского «Спортинга», затем помог клубу пройти итальянскую «Фиорентину» и участвовал в финальном матче Кубка УЕФА против «Зенита» из Санкт-Петербурга. «Рейнджерс» тогда проиграли в финале со счётом 0:2, но Даршевиль отыграл за команду весь матч.
В сезоне 2008-2009 Даршевиль забил свой первый мяч сезона и первый за шесть месяцев в игре против «Абердина» 22 ноября 2008 года. Это оказался его последний гол за «Рейнджерс».

## Продолжение карьеры во Франции
1 января 2009 года Даршевиль перешёл из «Рейнджерс» во французский «Валансьен», выступавший в то время в Лиге 1. Он провёл 10 матчей и забил 4 гола

## Нант
7 августа 2009 года Даршевиль подписывает контракт с клубом «Нант», выступавшим во второй по силе лиги Франции (Лиге 2). За 27 матчей сезона футболист смог отличиться шесть раз.

## Чемпионат Греции
28 августа 2010 года Жан-Клод Даршевиль подписал годичный контракт с греческим клубом «Кавала».в котором забил 3 мяча

## Достижения
- Обладатель Кубка Франции 2002;
- Финалист Кубка Французской лиги 2002;
- Финалист Суперкубка Франции 2002;
- Обладатель Кубка французской лиги 2007;
- Обладатель Кубка Шотландии 2008;
- Обладатель Кубка шотландской лиги 2008;
- Финалист Кубка УЕФА 2008.

## Статистика выступлений
| Сезон   | Клуб             | Выступления | Голы |
| ------- | ---------------- | ----------- | ---- |
| 1994/95 | Синнамари        | 9           | 1    |
| 1995/96 | Ренн             | 9           | 1    |
| 1996/97 | Ренн             | 9           | 1    |
| 1997/98 | Ренн             | 24          | 3    |
| 1998/99 | Ноттингем Форест | 16          | 2    |
| 1999/00 | Лорьян           | 35          | 14   |
| 2000/01 | Лорьян           | 35          | 11   |
| 2001/02 | Лорьян           | 32          | 19   |
| 2002/03 | Бордо            | 35          | 11   |
| 2003/04 | Бордо            | 18          | 7    |
| 2004/05 | Бордо            | 21          | 4    |
| 2005/06 | Бордо            | 34          | 8    |
| 2006/07 | Бордо            | 23          | 7    |
| 2007/08 | Рейнджерс        | 28          | 10   |
| 2008/09 | Валансьен        | 10          | 4    |
| 2009/10 | Нант             | 27          | 6    |
| 2010/11 | Кавала           | 7           | 2    |